# Albert Anastasia
Pour les articles homonymes, voir Anastasia.
Umberto Anastasio, connu sous le pseudonyme de Albert Anastasia, né le 26 septembre 1902 à Tropea, en Calabre et mort assassiné à New York le 25 octobre 1957, est un mafieux italo-américain.
Albert Anastasia était surnommé le « Seigneur grand exécuteur » (Lord High Executioner), à cause de son aptitude à tuer. On lui attribue d'ailleurs entre 300 et 700 meurtres par le biais du Murder Incorporated. Il fut le parrain de la famille Mangano de 1951 jusqu'à sa mort.

## Biographie

### Jeunes années
Anastasia arrive à New York en 1917. Il fréquente les docks du quartier de Brooklyn, et s'impose d’autorité dans le syndicat des dockers, l’International Longshoremen’s Association. Il y démontre ses penchants pour l’homicide à la moindre provocation. Ainsi, il tue un docker au début des années 1920, ce qui le fait condamner à la peine capitale à la prison de Sing Sing. Toutefois, il est relâché, après avoir obtenu un nouveau procès, puisque quatre témoins décisifs seront assassinés. Au début de sa carrière criminelle, Anastasia, bien que non-Sicilien, travaille pour la famille de Joe Masseria, avec Lucky Luciano et Frank Costello, envers qui il développe une solide amitié.

### L'ascension
En 1930, Anastasia rejoint le complot de Lucky Luciano visant à se débarrasser des deux parrains dominants de New York : Joe Masseria et Salvatore Maranzano, qui s’affrontèrent au cours de la guerre des Castellammarese. Il fait partie de l’équipe de tueurs qui assassina Masseria dans un restaurant de Coney Island en avril 1931. Lorsque Lucky Luciano devint le leader de la Commission (ou Syndicat national du crime), rassemblant les principaux chefs de la mafia américaine, Anastasia, en récompense pour sa loyauté, en devint un membre permanent.

### «Murder Incorporated»
Anastasia fut placé dans une position de pouvoir importante, à la tête de Murder Incorporated, le bras armé du Syndicat du crime, en compagnie de Lepke Buchalter, grand racketteur des syndicats. Contrairement à Buchalter, Anastasia ne fut jamais poursuivi pour ses activités dans cette organisation, responsable de près de 300 à 700 assassinats jusqu’au début des années 1940. Il aurait échappé au tribunal en faisant procéder à la disparition de nombreux témoins. Il promit une récompense de 100 000 dollars pour l’élimination de Abe Reles, tueur de Murder Incorporated et principal indicateur, défenestré en novembre 1941. Après l’exécution de Buchalter en 1944, Anastasia devint le seul patron de Murder Incorporated, mais cette organisation disparut rapidement, les « contrats » étant désormais à la charge de chaque famille mafieuse.

### Pendant la Seconde Guerre mondiale
Après l’emprisonnement de Luciano en 1936, Anastasia eut un rôle de premier plan dans la manœuvre visant à le libérer pour avoir « participé à l’effort de guerre », pendant la Seconde Guerre mondiale. Pour ce faire, Anastasia organisa des incidents, pour convaincre l’US Navy de la nécessité de négocier avec la mafia, afin d’éviter tout risque de sabotage ennemi. Anastasia contrôlait en effet les docks de New York à travers le syndicat des dockers. Le paquebot français Normandie, qui devait être transformé en transport de troupes transatlantique, brûla mystérieusement dans le port de New York en 1942. Les journaux évoquèrent à l’époque un acte de sabotage allemand, mais il est couramment admis actuellement qu’Anastasia donna l’ordre à son frère de mettre le feu au navire. En offrant par l'intermédiaire d'Anastasia la protection des docks, et par ailleurs le soutien de la mafia pour le débarquement en Sicile, Luciano parvint ainsi à améliorer ses conditions de détention et la garantie d'une libération à la fin de la guerre.

### Le parrain
Fort de l’appui des deux chefs dominants du crime organisé (Lucky Luciano et Frank Costello), Anastasia put accéder à la tête d’une des cinq familles de New York, la future famille Gambino, après avoir fait disparaître son parrain, Vincent Mangano, en 1951. Peu après, Costello défendit, lors d’une réunion de la Commission, le geste d’Anastasia, en prétextant, compte tenu des rapports conflictuels entre Mangano et Anastasia, la légitime défense. Anastasia fut ainsi confirmé à la tête de sa famille. Frank Costello avait intérêt à ce qu’Anastasia soit un chef de famille, pour contrecarrer son grand rival Vito Genovese. Ce dernier voulait prendre le contrôle de la famille de Luciano qui, exilé en Italie, l’avait confié à Costello.
Devenu parrain, Anastasia devint plus brutal que jamais. En 1952, il ordonna l’assassinat d’un jeune vendeur de chaussures de Brooklyn, Arnold Schuster, après l’avoir vu à la télévision raconter comment il avait permis l’arrestation de Willie Sutton, un braqueur de banques. Anastasia aurait dit à ses hommes : « Je ne supporte pas les indics ! Abattez ce type ! ». Ce faisant, il viola une règle essentielle de la mafia américaine : « On ne se tue qu’entre nous ». L’assassinat de Schuster attira inutilement l’attention sur le business mafieux.

### L'exécution de l'exécuteur
Vito Genovese se servit habilement du comportement brutal d’Anastasia pour courtiser ses hommes. Ainsi, au fil des ans, il gagna secrètement la coopération de Carlo Gambino, sous-chef d’Anastasia. Toutefois, Genovese ne pouvait pas agir contre Anastasia (et à travers lui contre son ennemi Costello), en raison d'un obstacle de taille : Meyer Lansky, autre ennemi de Genovese et tout-puissant gestionnaire de l'empire mafieux des casinos de Cuba, sans qui rien ne pouvait se faire. Anastasia commit une erreur en demandant une part plus importante dans les opérations cubaines, ce qui mit en colère Lansky, qui dès lors ne s'opposa plus à un affrontement entre Genovese et Anastasia.
La manière avec laquelle Anastasia a été tué, le 25 octobre 1957, rappelle les méthodes de Murder Incorporated, dont il fut le chef. Alors qu’il était installé dans le siège d’un barbier à l’hôtel Park Sheraton (aujourd’hui Park Central), deux individus masqués entrèrent brusquement, écartèrent le barbier et abattirent le parrain, qui dans un geste désespéré aurait tenté de faire face.
Officiellement, l’assassinat demeura non résolu, mais il est couramment admis que le contrat fut donné à Joe Profaci (chef de la future famille Colombo), qui en chargea les trois frères Gallo (dont « Crazy » Joe Gallo) de Brooklyn. Certaines sources désignent toutefois Joseph Biondo, qui devint le sous-chef de Carlo Gambino peu après.
Il fut enterré au cimetière de Green-Wood à Brooklyn.

## Dans la culture populaire
Son assassinat est décrit dans l'épisode 11 de la saison 4 de la série À la Maison-Blanche (2002).
Le film Cosa-Nostra (1972) de Terence Young met en scène le meurtre d'Albert Anastasia. Dans le film The Irishman (2019) de Martin Scorsese, son assassinat chez le Barbier du Sheraton Hôtel est reconstitué, tout comme dans The Alto Knights (2025) de Barry Levinson.